# Isla Angostura
Isla Angostura es el nombre de una isla fluvial localizada en el Río Meta en la frontera entre Colombia (país al que pertenece) y Venezuela. Se encuentra en las coordenadas geográficas 06°13′05″N 68°04′26″O / 6.21806, -68.07389 al norte del Departamento de Vichada, entre el Brazo el porvenir del río meta y la frontera con Venezuela, cerca de la isla El Porvenir y al oeste de la Isla El Guayabal, 190 kilómetros al norte de la capital del país Bogotá.